# Concordia (godin)

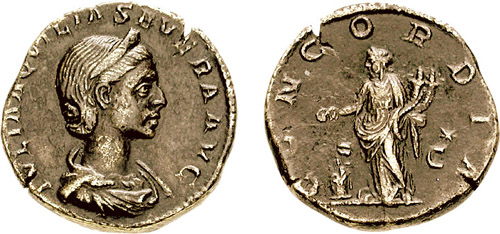
Een munt van Aquilia Severa met aan de voorzijde een buste van de keizerin met het omschrift IVLIA AQVILIA SEVERA AVG en aan de keerzijde een rechtopstaande Concordia met een patera in haar rechthand om te offeren en twee cornucopiae in haar linkerarm, het omschrift CONCORDIA en S C in het veld.

Concordia was de Romeinse godin van de eendracht, meestal opgevat als de eendracht onder de leden van eenzelfde geslacht en van eenzelfde familie, of in staatkundige zin als de eendracht onder de burgers en onder de verschillende standen, wier twisten zo dikwijls de staat in het grootste gevaar hebben gebracht.
Zij bezat te Rome verscheidene tempels, waaronder de voornaamste aan het uiteinde van het Forum Romanum tegen de Clivus Capitolinus gelegen was en waarvan nog overblijfselen staan. De stichter van die vermaarde Concordia-tempel was de dictator Marcus Furius Camillus, die hem liet bouwen nadat de Licinische wetten in 367 v.Chr. aan de staat meerdere hechtheid hadden gegeven en de langdurige strijd tussen de standen hadden doen ophouden. De tempel werd in 121 v.Chr. herbouwd door de consul Lucius Opimius, nadat het hem gelukt was Gaius Sempronius Gracchus en zijn aanhang ten onder te brengen.
Later werd die tempel door Tiberius nogmaals met grote pracht herbouwd.
Op verschillende dagen van het jaar werd Concordia hetzij alleen, hetzij met andere godheden aangeroepen, om haar zegen aan de Romeinse staat te blijven schenken. Gewoonlijk stelde men Concordia voor als een deftige, bejaarde vrouw met een hoorn des overvloeds in de linker- en een schaal, of een olijftak in de rechterhand, somtijds ook met in elkander geslagen handen.
Onder de keizertijd kreeg zij meer de betekenis van een godin van de eendracht, die heerste, of althans heersen moest, in het keizerlijke huis. Livia Drusilla, de echtgenote van keizer Augustus, die met haar zoon Tiberius de oude tempel van Concordia liet herbouwen, noemde haar dan ook Concordia Augusta. Het anders zeer eenvoudige en waardige beeld van Concordia, wier hoofd op oude Romeinse munten met een hoge diadeem en een dichte sluier omgeven is, was in deze tempel met een lauwerkrans versierd ter herinnering aan de overwinningen, waardoor de zonen van Livia, Tiberius en Drusus de eendracht in het Romeinse Rijk hadden hersteld.